# Pehr Cerelius Rettig
Pehr Cerelius Rettig, född 14 augusti 1811 i Gävle, död 1871 i Finland var en svensk-finländsk tobaksfabrikant verksam i Åbo, Finland.
Peter Cerelius Rettig var äldste son till Pehr Christian Rettig (1788–1862), som hade startat en framgångsrik tobaksfabrik i Gävle. 
Efter handelsutbildning och arbete tillsammans med fadern flyttade han 1845 på faderns uppmaning till Åbo för att starta en tobaksfabrik där. 
Företaget växte snabbt och blev på1850-talet Finlands största i sin bransch. Gratisreklam fick man 1848 då  Johan Ludvig Runeberg i introduktionsdikten till Fänrik Ståls sägner skrev att han själv som student rökte piptobaken "Gefle vapen", som var Rettigs mest kända varumärke.
Peter Cerlius Rettig var aldrig gift. För att bistå denne med driften av den finländska fabriken flyttade 1867 hans brorson Fredric Rettig (1843–1914) till Finland och fortsatte verksamheten där efter farbroderns död. Fredric Rettig adlades 1898 med namnet von Rettig och blev stamfar till en familj som ännu 150 år senare gör sig bemärkt inom Finlands näringsliv.